# 市之瀬敦
市之瀬 敦（いちのせ あつし、1961年 - ）は、日本の言語学者（クレオール語学）である。また、ポルトガル語圏近現代史の研究も行っている。上智大学外国語学部ポルトガル語学科教授。ルゾフォニアという概念を日本で最初に論じた学者である。

## 略歴
埼玉県生まれ。1983年東京外国語大学ブラジル・ポルトガル語卒、1987年同大学院修士課程修了、外務省在ポルトガル日本大使館専門調査員、1989年上智大学外国語学部講師、助教授、教授。2001-02年、2003-04年上智大学ポルトガル・ブラジル研究センター所長。2013年上智大学ヨーロッパ研究所所長。 
ポルトガル語学、クレオール諸語研究とともにポルトガル社会論。2014年日本ポルトガル・ブラジル学会会長。

## 人物
大のサッカー好きである。好きなチームはベンフィカや浦和レッズ。
スポーツナビやフットボリスタでポルトガルサッカーについてのコラムを書いている。
西江雅之教授を尊敬している。本人いわく知り合いは奇人が多い。

## 受賞
- ロドリゲス通事賞（ポルトガル大使館）2010年5月
- メリト（功労）勲章コメンダドール章　2010年10月

## 著書
- 『クレオールな風にのって ギニア・ビサウへの旅』社会評論社、1999年
- 『ポルトガルの世界-海洋帝国の夢のゆくえ』社会評論社、2000年
- 『ポルトガル・サッカー物語』社会評論社、2001年
- 『海の見える言葉 ポルトガル語の世界』現代書館、2004年
- 『砂糖をまぶしたパス ポルトガル語のフットボール』白水社、2006年
- 『ポルトガル語のしくみ』白水社、2007年
- 『ポルトガル 革命のコントラスト カーネーションとサラザール』上智大学出版、2009年
- 『出会いが生む言葉 クレオール語に恋して』現代書館、2010年
- 『中級ポルトガル語のしくみ』白水社、2012年
- 『ポルトガル震災と独裁、そして近代へ』現代書館 2016年

### 共編著
- 『サッカーのエスノグラフィーへ 徹底討論!民族とメディアとワールドカップ』粂川麻里生共編著 社会評論社 2002 年
- 『日本語から考える ポルトガル語の表現』山田敏弘共著、白水社、2011年
- 『東ティモールのことば テトゥン語入門』青山森人,中村葉子,伊東清共著、社会評論社、2013年
- 『プログレッシブポルトガル語辞典』トイダ・エレナ,林田雅至,吉野朋子共編集委員 小学館 2015年

### 翻訳
- ペペテラ『マヨンベ』緑地社、1995年
- アンドレ・リベイロ, ヴラジール・レモス『背番号10 サッカーに「魔法」をかけた名選手たち』白水社、2008年

## 参考サイト
- 市之瀬 敦（上智大学  外国語学部  ポルトガル語学科）